# Mennica w Olkuszu

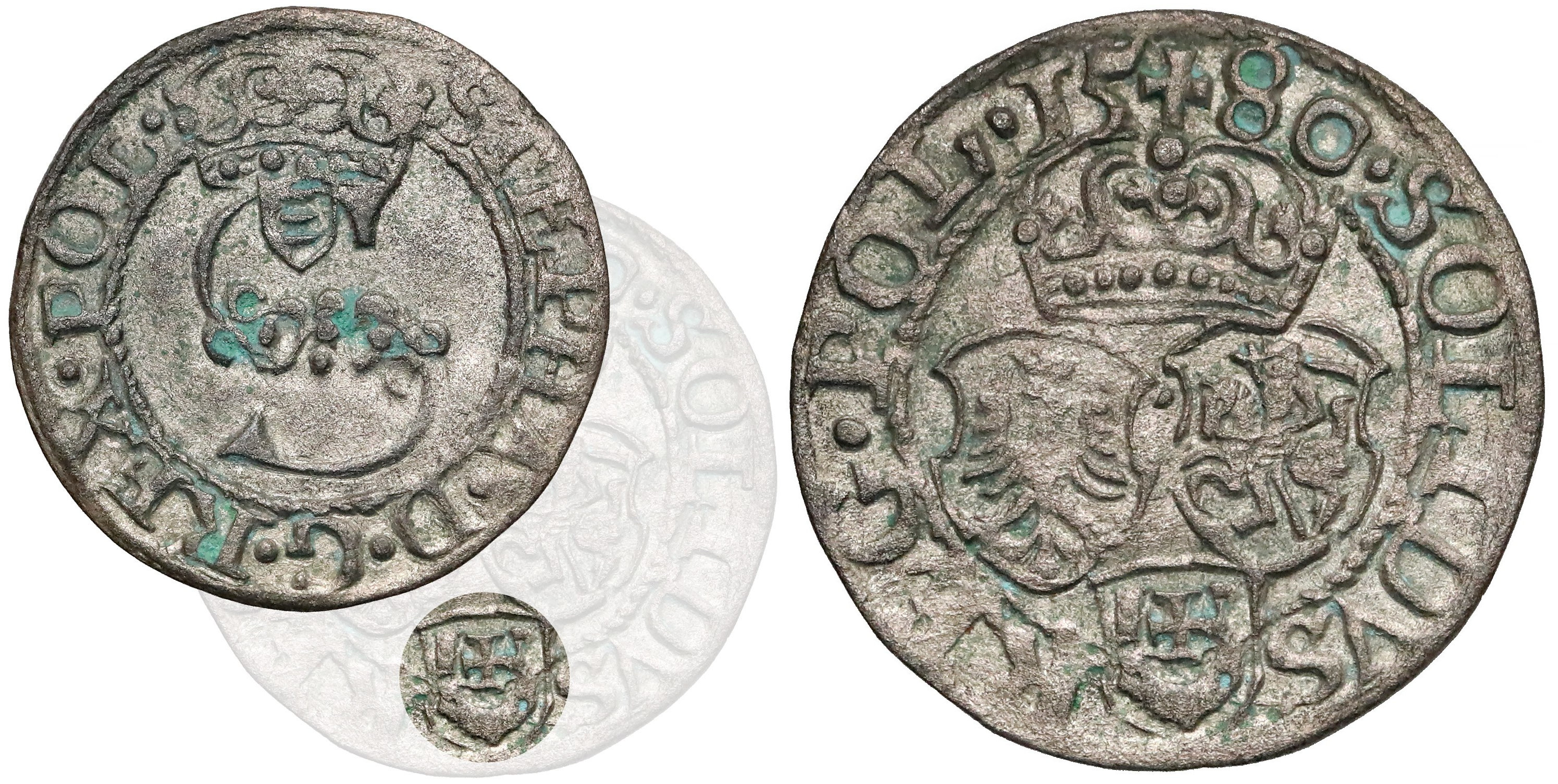
Szeląg koronny (1580) z Olkusza

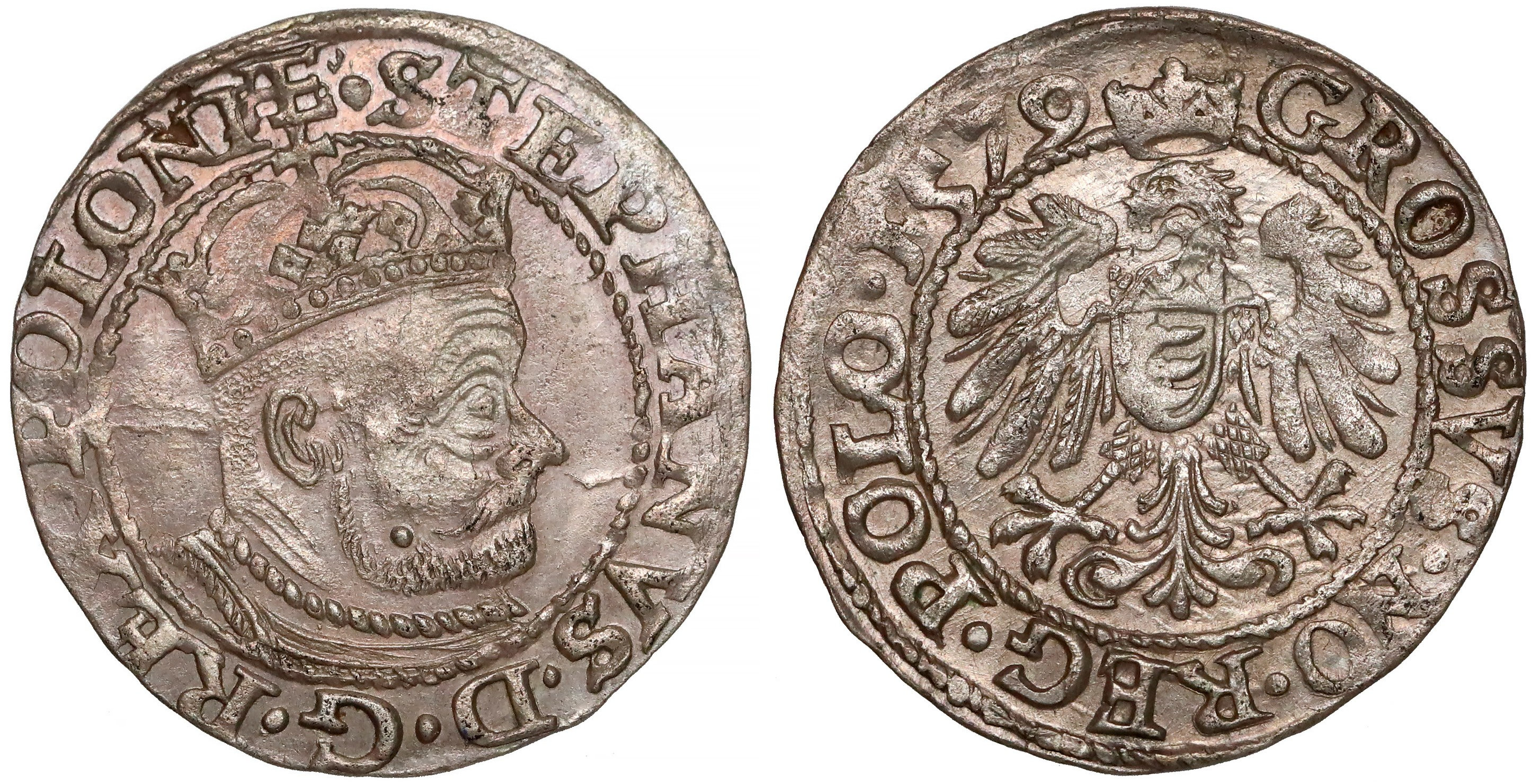
Grosz koronny (1579) bity w Olkuszu

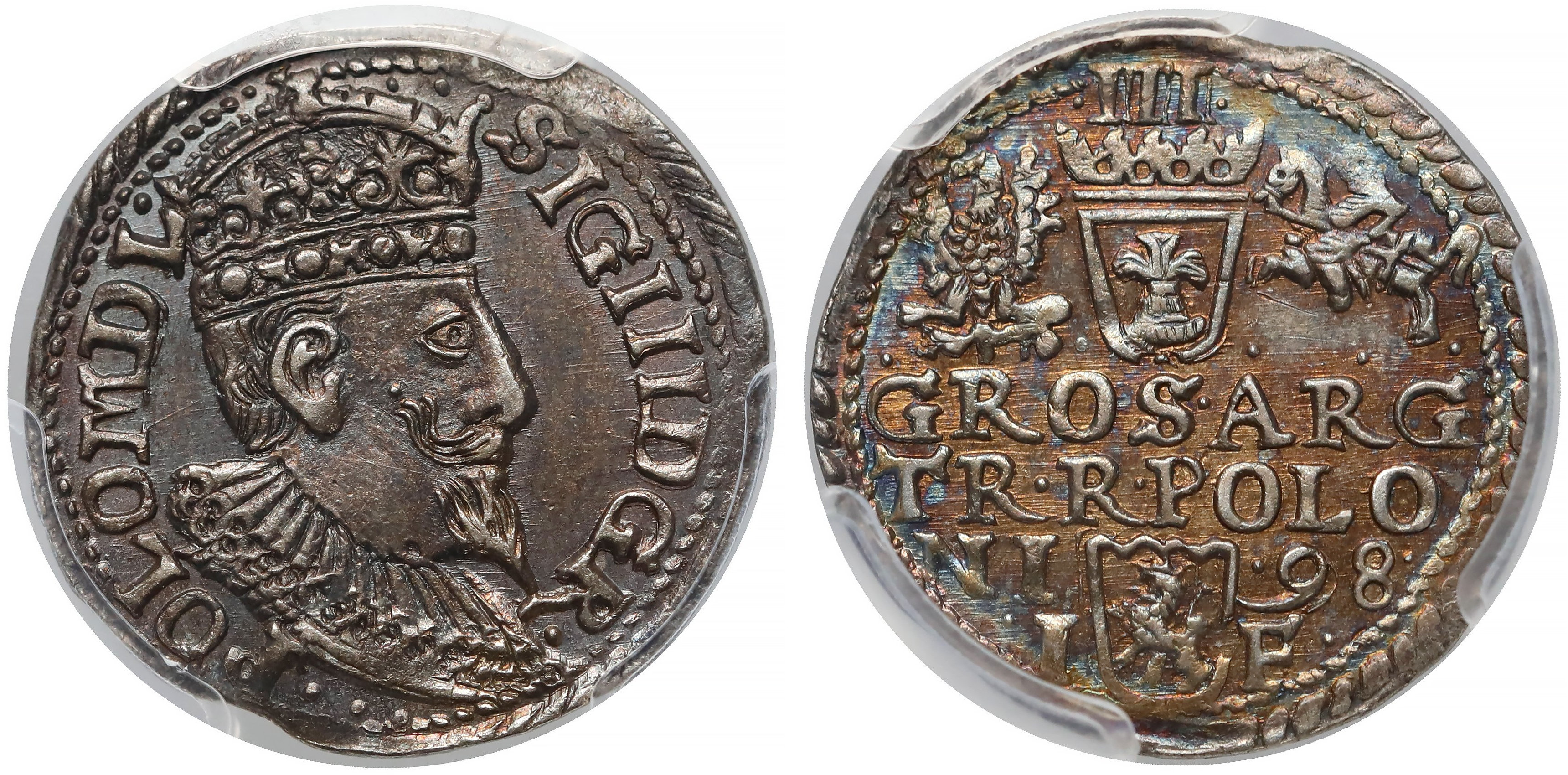
Trojak z Olkusza (1598)

Mennica w Olkuszu – mennica koronna w Olkuszu, korzystająca z zasobów kruszców z miejscowych złóż, usytuowana przy rynku miejskim, zarządzana przez:
- Piotra Zaborowskiego (1580),
- Mikołaja Hewela de Colpino (1592–1594),
- Kaspra Rytkiera (1592–1594),

w której bito:
- trzeciaki (1591),
- szelągi (1579–1586, 1588–1594),
- półgrosze (1579–1580),
- grosze (1579–1582, 1593–1594),
- trojaki (1579–1601),
- półtalary (1583),
- talary (1580–1583),
- talary medalowe (1587–1588),
- ½ dukata (1580).